# Memphis, Tennessee
«Memphis, Tennessee» (с англ. — «Мемфис, Теннесси») — известная песня Чака Берри, впервые опубликованная на стороне «Б» сингла «Back in the U.S.A.» (1959 год). Название песни нередко сокращается до «Memphis». Песня считается одной из лучших оригинальных песен Чака Берри и была впоследствии перепета многими исполнителями.
В 1963 году песня была также выпущена на сингле Чака Берри «Let It Rock/Memphis, Tennessee», который достиг шестой позиции в британском хит-параде. Наиболее успешная кавер-версия песни была записана американским исполнителем Джонни Риверсом — в июле 1964 года она достигла второй строчки в американском хит-параде Billboard Hot 100.
Текст песни представляет собой вводящее в заблуждение повествование, по ходу которого исполнитель пытается связаться с некоей Марией. Поначалу слушателю кажется, что исполнитель ведёт речь о какой-то девушке/девочке, которая была его возлюбленной, однако в итоге оказывается, что речь идёт о его дочери. Песня, таким образом, представляет собой своего рода печальную любовную песню, посвящённую автором своей дочери. Позже Берри сочинил песню-сиквел под названием «Little Marie», которая была опубликована в виде сингла, а также вошла в альбом St. Louis to Liverpool.

## Кавер-версии и влияние
- Песня записывалась большим количеством исполнителей[3]; из наиболее известных можно упомянуть следующих: The Animals, Пол Анка, Каунт Бэйси, The Ventures, Эл Грин, Том Джонс, Бо Диддли, Джон Кейл, Джерри Ли Льюис, Рой Орбисон, Элвис Пресли, The Rolling Stones, Род Стюарт, Эрнест Табб, The Faces, The Hollies.
- Группа «Битлз» исполняла данную песню на своём прослушивании у лейбла Decca (1 января 1962 года); вокальную партию исполнял Джон Леннон[7]. Запись данного исполнения до сих пор официально не опубликована, хотя имеет хождение на бутлегах и была опубликована на малоизвестной неофициальной пластинке The Complete Silver Beatles, выпущенной в сентябре 1982 года лейблом Audio Fidelity[8]. Впоследствии песня пять раз записывалась группой для BBC, в том числе и для самого первого появления группы на радио (данная запись для передачи «Teenager’s Turn» была выполнена 8 марта 1962 года и вышла в эфир на следующий день[7]). Запись четвёртого исполнения песни для BBC (выполненная 10 июля 1963 года и вышедшая в эфир 30 июля) вошла в компиляционный альбом Live at the BBC (1994 год)[7].
- В 1963 году американский гитарист Лонни Мэк[англ.] записал инструментальную импровизацию (озаглавленную «Memphis») на основе мелодии песни Берри. Данная запись неожиданно достигла успеха в чартах (пятая позиция в Billboard Pop chart и четвёртая — в Billboard R&B chart), а саму композицию стали рассматривать как одну из предтеч блюз-рока[9]. Версия Джонни Риверса, записанная в 1964 году, использовала ряд особенностей версии Мэка (ускоренный темп, ряд инструментальных импровизаций), однако использовала и вокальную партию; его версия достигла второй позиции в Billboard Hot 100[5].
- В фильме Вима Вендерса «Алиса в городах» имеется короткий эпизод, когда главный герой прерывает концерт Чака Берри как раз во время исполнения данной песни[10].